# J.T. Thomas (giocatore di football americano 1951)
James Thomas Jr. (Macon, 5 marzo 1946) è un ex giocatore di football americano statunitense che ha giocato nel ruolo di cornerback per la maggior parte della carriera con i Pittsburgh Steelers della National Football League (NFL).

## Carriera professionistica
Thomas fu scelto nel corso del primo giro (24º assoluto) del Draft NFL 1973 dai Pittsburgh Steelers. Con essi giocò fino al 1981, vincendo quattro Super Bowl, nelle stagioni 1974, 1975, 1978 e 1979. Nel 1976 fu convocato per il suo unico Pro Bowl. Chiuse la carriera nel 1982 disputando nove partite tra le file dei Denver Broncos.

## Palmarès

### Franchigia
- Super Bowl : 4

Pittsburgh Steelers: IX, X, XIII, XIV
- American Football Conference Championship: 4

Pittsburgh Steelers: 1974, 1975, 1978, 1979

### Individuale
- Convocazioni al Pro Bowl: 1

1976

## Statistiche
| Intercetti | 20 |